# Coeliccia flavostriata
Coeliccia flavostriata är en trollsländeart som beskrevs av Harry Hyde Laidlaw, Jr. 1918. Coeliccia flavostriata ingår i släktet Coeliccia och familjen flodflicksländor. IUCN kategoriserar arten globalt som sårbar. Inga underarter finns listade i Catalogue of Life.